# Matthew Labyorteaux
Matthew Labyorteaux (8 de diciembre de 1966) es un actor estadounidense, conocido por interpretar a Albert Ingalls en Little House on the Prairie desde 1978 a 1983. En muchas de sus actuaciones su apellido es acreditado como "Laborteaux".

## Carrera
Comenzó a trabajar en comerciales a la edad de siete años, después de haber sido descubierto cuando acompañaba a su hermano mayor, Patrick Labyorteaux, a un casting. Poco después consiguió su primer papel dramático en la película  Una mujer bajo la influencia de 1974, donde interpretó a uno de los hijos de Peter Falk y Gena Rowlands. En 1976 consiguió el papel de Albert en Little House on the Prairie, papel con el que fue reconocido. En 1977 protagonizó la serie The Red Hand Gang como Frankie. En sus años más activos apareció en series como The Rookies, The Bob Newhart Show y Lou Grant. Recientemente trabajó como actor de voz en videojuegos y cine.

## Filmografía
- Una mujer bajo la influencia (1974)
- The Rookies (1975)
- The Bob Newhart Show (1976)
- Little House on the Prairie (1976-1983)
- A Circle of Children (1977)
- Killing Stone (1978)
- Little House Years (1979)
- Lou Grant (1979)
- The Aliens Are Coming (1980)
- Simon & Simon (1983)
- Little House: Look Back to Yesterday  (1983)
- Whiz Kids (1983-1984)
- Camino al cielo (1985)
- Obsesión fatal (1986)
- The Last to Go (1991)
- Spider-Man (serie de televisión de 1994)  (1995)
- Mulan  (1998)